# 아즈 주크루프
아즈 주크루프  (아랍어: الزخرف, "황금 장식품, 사치품")은 쿠란의 43번째 장이며, 이슬람의 중심 종교 텍스트이다. 89개의 구절(아야)을 포함하고 있다.
35절과 53절에서 언급된 황금 장식품을 따서 이름 붙여진 이 장은 무함마드 선지자가 메디나로 이주하기 전의 두 번째 메카 시대로 거슬러 올라간다. 놀데케 연대기에 따르면, 황금 장식품 장은 61번째로 계시된 장이다. 그러나 표준 이집트 연대기는 이 장을 63번째로 계시된 장으로 인정한다. 정확한 계시 순서에 관계없이, 이 장은 무함마드와 그의 추종자들이 쿠라이시족으로부터의 반대에 점점 더 시달렸던 두 번째 메카 시대에 계시되었음이 분명하다.
쿠란의 모든 장과 마찬가지로, 황금 장식품 장은 바스말라 또는 '자비로우시고 자애로우신 하나님의 이름으로'라는 표준 구절로 시작한다.
황금 장식품 장은 신자들에게 하나님의 선함이 부와 물질적 힘 속에서 찾을 수 없다는 것을 상기시키는 장이다. 이 장은 선지자, 지도자, 가치 있는 인물들이 그들의 부로 특징지어져야 한다는 불신자들의 주장을 거부하고 그들로 하여금 유혹, 방종, 산만함을 피하도록 권장한다. 이 장은 "이 세상의 단순한 즐거움"에 굴복하는 불신자들에게 끔찍하고 고통스러운 내세의 심판을 경고하며(쿠란 43:17) 신자들에게는 부가 아닌 신앙과 하나님에 대한 사랑 속에서 기뻐하도록 격려한다. 이 장은 또한 천사들이 하나님의 딸이 아니라 그의 충실한 종이라는 사실을 반복적으로 언급한다(쿠란 43:19). 예수 그리스도가 하나님의 문자적인 아들이라는 가능성 또한 63-64절에서 거부된다.

## 개요
- 1-3 쿠란은 아랍어로 되어 있으며 하나님에 의해 원본 기록에 보존되어 있다.
- 4-7 쿠라이시족과 같은 이전 국가들은 선지자들을 거부했다.
- 8-14 우상 숭배자들은 하나님이 창조주임을 인정하지만, 피조물을 숭배한다.
- 15-18 아랍인들은 여자 자녀를 싫어하면서도 하나님에게 그런 것을 돌린다.
- 19-24 우상 숭배자들은 조상들의 종교를 따르겠다고 말하며 그들의 불신을 헛되이 변명한다.
- 25-27 아브라함은 조상들의 우상 숭배를 거부했다.
- 28-29 하나님은 선지자가 오기까지 우상 숭배하는 쿠라이시족을 번성케 하셨지만, 이제 그들은 그를 거부한다.
- 30-31 불신자들은 쿠란을 어떤 위대한 사람에게서 받았어야 했다고 말하며 질책받는다.
- 32-34 빈곤은 인간을 우상 숭배에서 구하기 위해 허락될 뿐이다.
- 35-38 악마들은 불신자들의 동반자가 되어 그들을 파멸로 이끈다.
- 39-44 무함마드는 동족의 불신에도 불구하고 신앙에 굳건히 서도록 격려받는다.
- 45-56 모세는 파라오와 이집트인들에게 경멸당하고 거부되었으며, 그들은 익사했다.
- 57-58 아랍 우상 숭배자들은 예수에 대한 기독교 예배를 언급하며 그들의 우상 숭배를 정당화했다.
- 59-64 그러나 예수는 자신이 하나님이라고 말하지 않았고, 하나님의 종이자 선지자였다.
- 65-67 불신자들은 다가오는 심판에 대해 경고받는다.
- 68-73 천국에 사는 신자들과 그들의 아내에게 약속된 기쁨
- 74-78 지옥에 떨어진 자들은 멸망에서 구원을 헛되이 구할 것이다.
- 79-80 천사들은 불신자들의 비밀 계획을 기록한다.
- 81-82 만약 하나님에게 아들이 있었다면, 무함마드가 가장 먼저 그를 예배했을 것이다.
- 83-87 하나님은 우상 숭배자들의 어리석음을 아신다.
- 88-89 무함마드는 불신하는 쿠라이시족에게서 돌아서도록 명령받는다.[7]

## 주요 내용

### 계시의 확증
이 장은 계시에 대한 강력한 확증으로 시작한다. 2-4절은 성경이 “분명하고” “참으로 지고하고 권위 있다”는 것을 강조한다. 이 구절들은 계시의 진실성과 확실성에 대한 명백한 선언을 제시하며, 또한 이 장 전체에서 "쿠란"이라는 단어가 구체적으로 사용된 두 번 중 첫 번째를 포함한다. '쿠란'이라는 단어는 쿠란 전체에서 70번만 사용된다. 쿠란은 아랍어로 '암송하다'라는 뜻의 동명사이다. 이 장의 3절과 31절에 나오는 것처럼, 쿠란이 무함마드에게 암송된 하나님의 말씀인 구두 계시임을 확증한다. '책'(키타브)이라는 단어 대신 '쿠란'이라는 단어는 쿠란이 쓰여진 것이 아니라 암송되고 말해지는 구두의 성격을 드러낸다.

### 하나님의 높으심과 쿠란의 신성함
황금 장식품 장은 하나님에 대한 찬양과 높임으로 끝난다. “그분은 하늘에서도 하나님이시며 땅에서도 하나님이시니, 그분은 모든 것을 아시는 분, 모든 것을 아시는 분이시다”(84절). 이것은 또한 하나님을 “모든 것을 아시는 분, 모든 것을 아시는 분이시여”(9절)로 높인다는 점에서 이 장의 첫 번째 부분과 세 번째 부분 사이에 평행선을 만든다. 또한 하나님의 말씀과 지식을 궁극적인 진리로 칭찬한다.

### 신자들과 불신자들 사이의 논쟁
이 장은 신자들과 불신자들 사이의 논쟁으로 이어진다. 이러한 논쟁, 즉 “종교의 행동 규범을 따르지 않는 청중을 대상으로 하는 … 논쟁적인 발언”은 쿠란의 장의 구조에서 필수적인 요소이다. 5-19절에서는 신자들과 불신자들 사이의 논쟁이 벌어지며, 불신자들은 하나님께서 그들에게 관대하게 내려주신 계시와 선지자를 조롱한 것에 대해 책망받는다.

### 내세
내세, 죽은 자의 부활, 심판의 날은 쿠란 전체에서 매우 중요한 주제이며, 특히 초기 메카 시대의 장에서 기억에 남는 다루어짐을 받았다. 황금 장식품 장에서는 57절부터 89절까지 임박한 심판의 날을 선포한다. “이 쿠란은 때를 위한 지식이니, 그것을 의심하지 말고 나를 따르라. 이것이 올바른 길이다”(61절). 이 부분은 신자들을 위한 내세가 “황금 접시와 잔”(71절), 기쁨, 그리고 먹을 풍성한 열매가 있는 동산(73절)으로 가득할 것이라고 말한다. 이것은 신자들과 그들의 배우자가 “낙원에 들어갈 것” (70절)임을 확언한다. 반면에 불신자들은 “가혹한 날의 고통을 겪을 것”(65절)이다. 이 부분은 일신론의 예배에서 들리는 것처럼 교훈과 매우 유사한 구조를 가지고 있으며, 또한 때의 도래(43:63), 즉 심판의 날을 다룬다.

### 천사들을 딸로 삼는 것
이 장 전체에서 다루어지는 또 다른 주요 주제는 천사들이 하나님의 종이며 하나님의 딸이 아니라는 역할이다. 15-19절은 천사들을 하나님의 종 이상으로 여기는 배은망덕한 불신자들에 대해 논한다. "메카의 이교도들은 천사들을 하나님의 딸로 여겼지만, 그들은 자신의 딸들을 경멸했다." 15-19절은 하나님과 천사들 사이의 어떠한 가족 관계도 거부한다.
천사들이 하나님의 종이라는 주제는 57-60절에서 다시 나타난다. 여기서 이 장은 다시 한번 천사들을 하나님의 딸로 숭배하고 기독교인들의 하나님의 아들이라고 믿었던 예수보다 그들을 우월하게 보는 이교도들을 거부한다. 천사들은 단지 하나님의 종일 뿐이며, 이 장은 신자들에게 도전하기 위해 다른 주장을 하는 불신자들을 비난한다.

## 텍스트 관련 내용

### 말씀으로서의 예수
60절은 “우리가 원했다면, 우리는 너희를 지상에서 서로를 잇는 천사로 만들 수도 있었을 것이다”라고 말한다. 이것은 천사들이 하나님의 단순한 종이며, 그분의 명령에 완전히 복종한다는 것을 다시 한번 확증하지만, 동시에 또 다른 중요한 주제인 창조주로서의 하나님을 상기시킨다. 이 구절은 하나님이 천사를 만들 능력이 있음을 시사한다. 하나님은 예수가 그러했던 것처럼, 어머니만 있고 아버지는 없는 인간 종을 창조할 능력이 있다. 이것은 예수가 하나님의 아들이 아니라 단 하나의 참된 하나님의 창조물이었음을 암시한다. 63-64절은 또한 예수를 논하며, 그가 하나님의 아들로서 부여받은 신성을 비난하고, 그가 하나님의 기적적인 말씀으로 태어난 특별한 종임을 강조한다. "예수가 분명한 표적과 함께 왔을 때 그는 말하였다. '나는 너희에게 지혜를 가져왔으며, 너희의 일부 차이점을 명확히 해주러 왔다. 하나님을 염두에 두고 나에게 복종하라: 하나님은 나의 주님이시며 너희의 주님이시다. 그분을 섬겨라: 이것이 올바른 길이다'"(63-64절).

### 성경의 출처
이것은 쿠란이 "성경의 출처"(4절)로 식별되는 이 장의 시작 부분과 관련이 있다. 이것은 문자적으로 '성경의 어머니'로 번역될 수도 있다. 할림의 쿠란 번역에는 이 구절이 쿠란 13:39와 22절에서 언급된 '보존된 태블릿'을 가리킨다는 내용이 포함되어 있다. 이 미묘한 재해석은 쿠란이 '성경의 어머니'이며 따라서 모든 계시된 책들보다 우월하다는 것을 시사한다. 이것은 토라와 복음서보다 쿠란이 더 신뢰할 수 있고 더 많은 진실을 가지고 있으며, 쿠란이 그 이전에 온 모든 계시보다 존경받아야 함을 시사한다. 한 가지 해석은 이것이 계시의 진실성과 확실성에 대한 명백한 선언을 나타내며, 쿠란은 구두로만 신성하게 숭배될 것이 아니라, 태블릿에 기록되거나 쿠란 페이지에 쓰여진 대로 숭배되어야 함을 암시한다. 이 해석은 쿠란이 천상의 책이며 인간의 책이 아님을 시사한다. 그것이 쓰여진 방식은 하나님의 진정한 말씀으로 존경받아야 한다.
이 구절에 대한 또 다른 해석은 쿠란이 영원하고 불변하는 하나님의 말씀으로서 일상적인 영역을 넘어 존재하는 인간 역사에서 독특한 현상이라는 것이다. 이 해석을 통해 쿠란은 인간의 삶과 인류의 역사와 밀접하게 연결된 역사를 가진 지상의 책으로 간주된다. 그것은 “잘 보존된 태블릿에 [보존된] 영광스러운 쿠란” (21-22절)으로 간주되며 시간과 공간을 초월한다고 믿어진다.

### 너와 네 배우자
초기 메카 시대의 많은 쿠란 장이 낙원에 도착했을 때 눈이 크고 아름다운 처녀들을 언급하는 반면, 43장은 "낙원에 들어가라, 너와 네 배우자들이여: 너희는 기쁨으로 가득할 것이다"(70절)라고 명시적으로 말한다. 43:70절의 포함은 이 장이 가족에 대한 강조가 존재했던 후기 메카 시대에 계시되었음을 시사한다. 이 장이 계시될 당시에는 메카의 이교도들을 개종시키려는 노력보다 하나님의 뜻을 숭배하는 것에 중심을 둔 법을 준수하는 공동체를 발전시키려는 노력이 더 중요했다.

### 가장 자비로우신 분
신성한 이름 알라와 아르 라흐만('가장 자비로우신 분')은 이 장 전체에 걸쳐 8번 나타난다. 이러한 이름은 초기 계시에서는 나타나지 않았으며 두 번째 메카 시대에 도입되어 가장 두드러지게 사용되었다는 패턴이 보인다. 두 번째 메카 시대 이후 아르 라흐만은 후속적으로 제외되었고 알라라는 용어가 점차 더 자주 사용되었다. 이 패턴은 초기 계시에서 하나님이 무함마드의 주님(아랍어 랍)으로 언급되었기 때문에 나타난다. 무함마드가 공개적으로 설교하기 시작했을 때 알라와 아르 라흐만이라는 이름이 도입되었지만, 당시 많은 이교도들이 하나님뿐만 아니라 그분의 딸로 여겼던 세 여신과 같은 하위 신들을 믿었기 때문에(43:15-19) 두 이름 모두 문제가 있었다. 게다가 이 시기에 알라에 대한 믿음은 어떤 도덕적 요구도 동반하지 않았으며, 따라서 이교도들에게 알라가 유일한 하나님이며 그분의 명령에 복종해야 한다는 것을 설득하기 어려웠다.
또한 비문 증거에 따르면 팔미라와 예멘에는 하나님을 아르 라흐만으로 여기는 일신론자들이 있었지만 메카에서 그 이름이 알려졌다는 증거는 없다.

## 성경 인용

### 아브라함
이 장의 20-80절은 아브라함을 구원 역사의 서사를 통해 소개한다. 이 서사는 "당시 알려진 전통을 통해 현재 이용 가능한 알려진 이야기들과는 별개의 문학적 집합체로 분명히 이해되는 '책'의 메시지 발췌문"을 제시한다. 구원 역사의 서사는 독특한 언어적 스타일, 임박한 재앙에 대한 새로운 메시지, 그리고 성경 낭독을 중심으로 하는 일신교 예배 의식의 구조를 반영하는 독특한 구조로 명확하게 식별될 수 있다.
이 구원 역사는 아브라함이 그의 아버지와 그의 백성이 숭배하는 방식을 거부하고 하나님의 진리를 받아들인 것으로 소개한다. 하나님의 메시지를 거부한 자들은 “황금 장식품… 이 세상의 단순한 즐거움”(43:35)에 사로잡혔다. 서사의 불신자들은 “이 쿠란이 왜 두 도시 중 어느 하나에 있는 강력한 [부유한] 남자에게 내려지지 않았는가?”(43:31)라고 질문한다. 이 장은 하나님이 물질적 부를 가진 자들이 아닌, 그분께서 직접 가르치시고 믿었던 자들에게 메시지를 전달하는 것을 선호하셨다고 계속해서 확언한다. 만약 부와 권력이 진정한 가치이고 참된 보상이었다면, 하나님은 그것들을 불신자들과 위선자들에게 부여하지 않으셨을 것이다. 이 구원 역사의 서사는 또한 하나님이 “다음 생”(43:35)에서 신자들과 불신자들에게 남겨두신 보상과 처벌에 대해 말하며, 내세 또는 심판의 날을 언급한다.

### 모세
또 다른 구원 역사는 46-80행에서 시작된다. 이 행들은 모세를 “황금 팔찌”(43:53)를 가지지 않고 검증 가능한 권력이 없는 하나님의 사자이자 종으로 소개하며, 파라오와 이집트 왕국에 하나님의 올바른 길을 깨닫게 하려고 시도한다. 백성과 파라오는 가난하고 무력한 모세에게 설득되지 않았고, 그들이 하나님을 거부했기 때문에 처벌받고 익사했으며, 따르는 불신자들을 위한 교훈이 되었다. 이 구원 역사는 세속적인 이득이 의롭거나 불의한 삶의 증거가 아니며, 부는 유익하기보다는 종종 눈을 멀게 하고 해롭다는 것을 보여준다. 이 이야기는 이러한 부가 심판의 날에 궁극적으로 질문받게 될 시험으로서 인류에게 부여된다는 것을 시사한다. 이것은 일신론의 예배에서 듣는 교훈과 매우 유사한 구조를 가지고 있으며, 또한 때의 도래(43:63), 즉 심판의 날을 다룬다.